# Bartlmä Dill Riemenschneider
Bartlmä Dill Riemenschneider (* um 1495/1500 Würzburg; † 1549/50) war ein deutscher Maler der Renaissance, der in Südtirol wirkte.

## Leben
Bartlmä Dill Riemenschneider war ein Sohn des bedeutenden Würzburger Bildschnitzers Tilman Riemenschneider und von dessen zweiter Frau Anna Rappolt, die um 1506/07 verstarb. Er wurde wohl maßgeblich in Augsburg und vielleicht auch bei Albrecht Dürer in Nürnberg ausgebildet. Um das Jahr 1525 migrierte er nach Südtirol, spätestens seit 1526 war er in der Handelsstadt Bozen ansässig. Im Jahr 1531 hielt er sich für kurze Zeit am Hof des Trienter Fürstbischofs Bernhard von Cles auf. Riemenschneider gehörte der radikal-reformatorischen Täuferbewegung an und wurde 1528 gemeinsam mit anderen Bozner Bürgern als Täufer gefangen genommen und zum Widerruf gezwungen.

## Werk

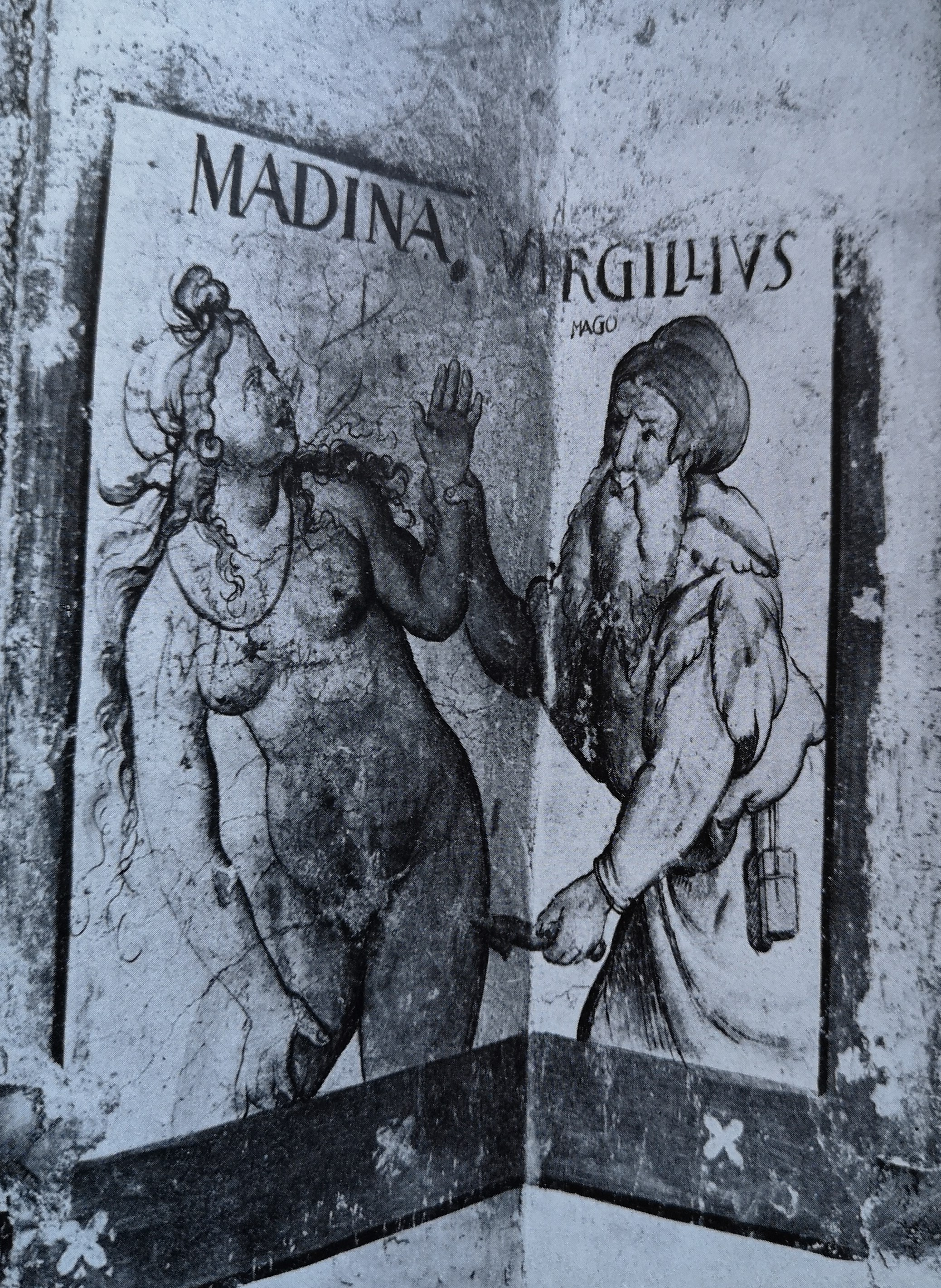
Madina- und Vergil-Darstellung im Ansitz Langenmantel in Tramin (1547)

Riemenschneider schuf Altargemälde und sakrale Wand- und Gewölbemalereien, vor allem aber profane Wandmalereien sowie die ersten in Fayencetechnik bemalten Kachelöfen für adelige Burgen und Ansitze. Er gilt als bedeutendster Künstler der Renaissance im südlichen Tirol.
Ausgewählte Arbeiten:

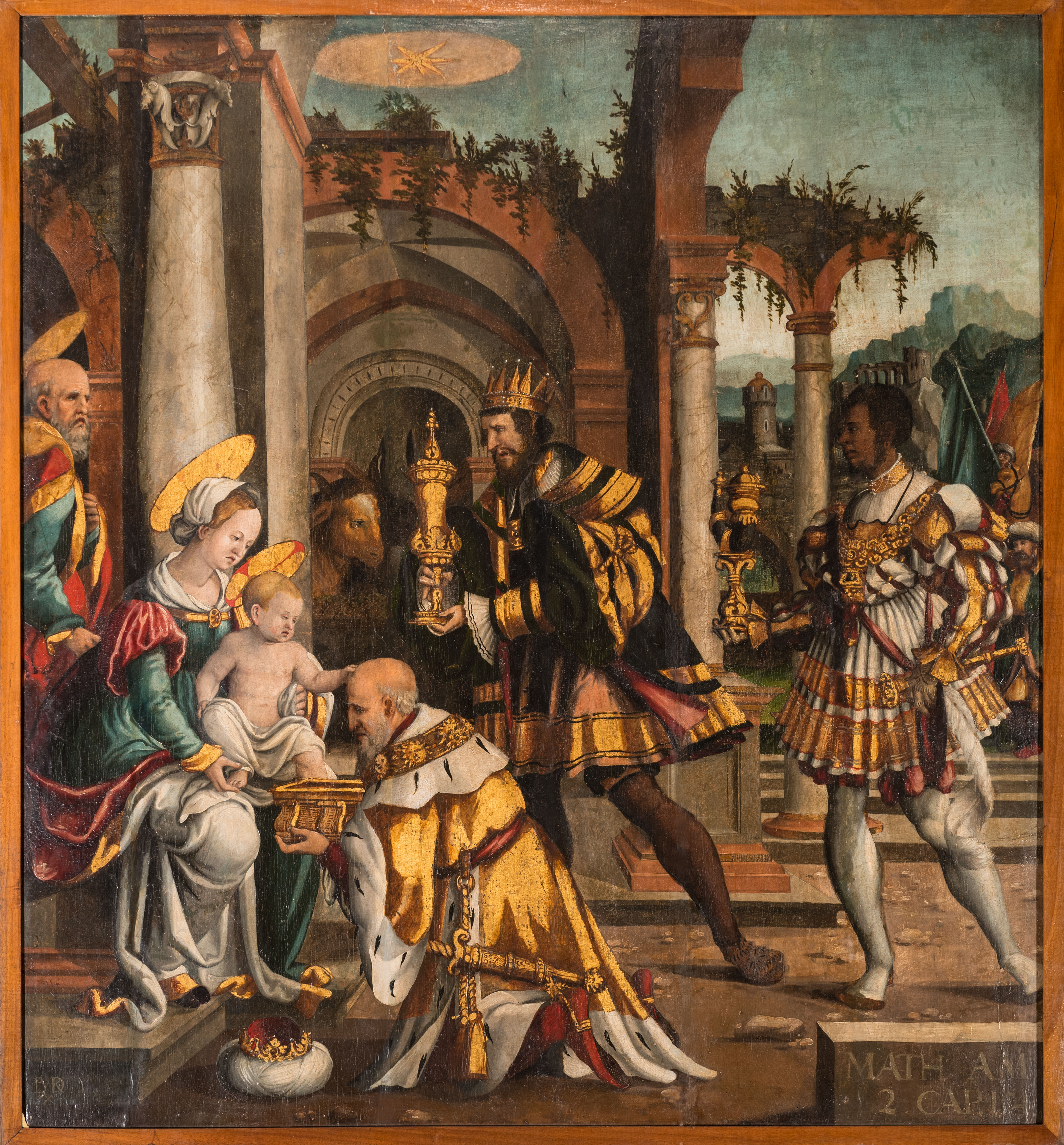
Anbetung durch die Hl. Drei Könige in der Pfarrkirche Burgstall

- Dreikönigsaltar für die ehemalige Dreikönigskirche in Burgstall (1541), heute Pfarrkirche zum Heiligen Kreuz. In Burgstall ist heute die Mitteltafel des Flügelaltars zu besichtigen, die Flügel befinden sich im Castello del Buonconsiglio in Trient und im Tiroler Landesmuseum Ferdinandeum in Innsbruck.
- Dreikönigsaltar aus der Dreikönigskapelle im mittelalterlichen Brixner Dom (1545), heute Diözesanmuseum Brixen
- Wand- und Gewölbemalereien in der Kirche St. Nikolaus, Kaltern (1529/36)
- Wandmalereien mit deutschen Bibelzitaten im Bergfried der Jaufenburg bei St. Leonhard in Passeier (1538)
- Wandmalereien mit neutestamentlichen Szenen in der Loggia von Schloss Rubein in Meran-Obermais (1540)
- Wandmalereien mit Brustbildern und Szenen aus dem Leben antiker Kaiser und Feldherren auf der Haselburg bei Bozen (1541)
- Wandmalereien auf Burg Juval bei Naturns (1547/48)
- Kachelofen mit männlichen und weiblichen Brustbildern in Schloss Goldrain
- zwei Kachelöfen mit Szenen aus dem Mythos von Jason und Medea, Hofburg Brixen (1546/ca. 1546)
- Freskenzyklus in Tramin, Ansitz Langenmantel (1547)